# Karlsruhe (Dakota del Nord)
Karlsruhe és una població dels Estats Units a l'estat de Dakota del Nord. Segons el cens del 2000 tenia 119 habitants.

## Demografia
Segons el cens del 2000, Karlsruhe tenia 119 habitants, 54 habitatges, i 32 famílies. La densitat de població era de 60,5 hab./km².
Dels 54 habitatges en un 27,8% hi vivien nens de menys de 18 anys, en un 50% hi vivien parelles casades, en un 5,6% dones solteres, i en un 38,9% no eren unitats familiars. En el 37% dels habitatges hi vivien persones soles el 16,7% de les quals corresponia a persones de 65 anys o més que vivien soles. El nombre mitjà de persones vivint en cada habitatge era de 2,2 i el nombre mitjà de persones que vivien en cada família era de 2,82.
Per edats la població es repartia de la següent manera: un 26,1% tenia menys de 18 anys, un 4,2% entre 18 i 24, un 30,3% entre 25 i 44, un 22,7% de 45 a 60 i un 16,8% 65 anys o més.
L'edat mediana era de 40 anys. Per cada 100 dones de 18 o més anys hi havia 120 homes.
La renda mediana per habitatge era de 19.375 $ i la renda mediana per família de 42.500 $. Els homes tenien una renda mediana de 31.000 $ mentre que les dones 30.625 $. La renda per capita de la població era de 14.265 $. Entorn del 19,2% de les famílies i el 26% de la població estaven per davall del llindar de pobresa.

## Poblacions més properes
El següent diagrama mostra les poblacions més properes.